# Механічне телебачення
Механічне, електромеханічне телебачення  — різновид телебачення, що використовує для розкладання зображення на елементи і наступного зворотного синтезу електромеханічні пристрої.

## Диск Ніпкова

Диск Ніпкова

У 1884 році Пауль Ґотліб Ніпков, 23-річний студент університету в Німеччині, винайшов і запатентував першу електромеханічну систему телебачення, яка використовувала сканувальний непрозорий диск діаметром до 50 см, що обертався, переміщаючи нанесені по спіралі Архімеда отвори, через які здійснювалась растеризація.
Отвори були розташовані в рівних кутових інтервалах, кожен оберт диска дозволяв світлу проникати через кожний отвір на світлочутливий селеновий сенсор, який виробляв електричні імпульси. Коли зображення фокусувалося на обертовому диску, кожна дірка здійснювала горизонтальний «зріз» всього зображення.
Цей пристрій також називають «диск Ніпкова», або «електричний телескоп». Кількість отворів доходила до 200 (зазвичай же від 30 до 100).
У телевізорі процес повторювався в зворотному порядку — для здобуття зображення використовувався диск з отворами, що обертався, за яким знаходилася неонова лампа. За допомогою цієї нехитрої системи проектувалося зображення. Зображення було неякісним — лише силуети, та гра тіней, але проте, розрізнити що саме показують було можливо.

## Перша практична система

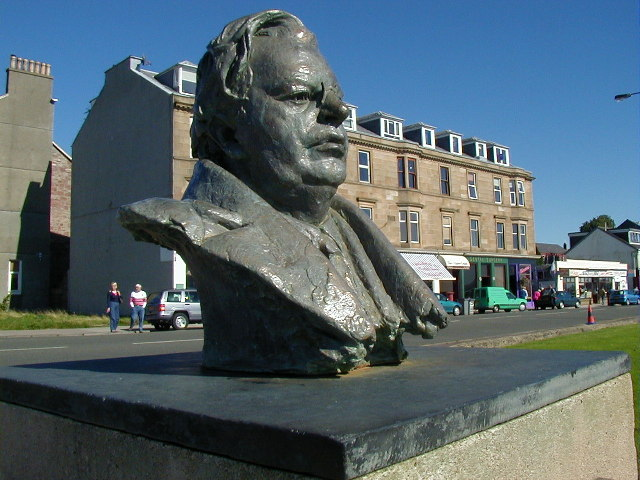
Бюст Джону Берду в Геленсбурзі

У 1925 році шотландському інженерові Джону Берду вдалося, з використанням диска Ніпкова, вперше добитися передачі розпізнаваних людських осіб. Пізніше він винайшов і створив першу механічну телесистему, здатну передавати і приймати рухомі зображення. Перша передача відбулася 26 січня 1926 у його лондонській лабораторії.
Сканувальний диск Берда, з подвійною спіраллю лінз, давав зображення з розділювальною здатністю 30 ліній, достатньою, щоб розгледіти обличчя людини. Це демонстрація Берда, зазвичай, вважається першою у світі справжньою демонстрацією телебачення, хоч механічні телевізійні пристрої віддавна не використовуються.
Берд першим забезпечив сеанс трансляції рухомого зображення. За свідченням самого Джона Берда:
| … цей апарат вперше передав зображення. Ось це - сканувальний диск з лінзами, це - другий диск, де світло розділялося та проходило через фотоелементи. Цей апарат вперше показали членам Королівського інституту 27 січня 1926 року і це був перший сеанс телетрансляції. |
В 1927 по телефонній лінії він зміг передати зображення на більш ніж 700 кілометрів.
В 1927 Берд також винайшов першу у світі систему відеозапису «відеофон» (англ. Phonovision): шляхом модуляції вихідного сигналу його телекамери до звукового діапазону, він був в змозі записати сигнал на 10-дюймовому восковому аудіо дискові за допомогою звичайної технології аудіозапису. Кілька записів з Бердового «відеофону» вижили, були в 1990-х роках розшифровані і рендеровані, з використанням сучасних технологій обробки цифрових сигналів, у видимі зображення.
В 1928 Берд заснував Baird Television Development Company.